# The Leopard Woman
Pour plus de détails, voir Fiche technique et Distribution.
The Leopard Woman est un film américain réalisé par Wesley Ruggles, sorti en 1920.

## Synopsis
John Culbertson, un agent secret britannique, se dirige dans le désert africain vers le royaume de M'tela. En route pour le même endroit, Madame, elle aussi agent secret, est chargée de freiner son voyage. Madame rencontre l'agent anglais lorsqu'elle est forcée d'accepter son aide, ses hommes étant épuisés et déshydratés. Feignant d'être malade pour retarder Culbertson, la « femme léopard », comme elle est appelée, tombe amoureuse de lui. Démasquée, elle ordonne à sa servante de le tuer, mais quand la tentative échoue, elle est finalement soulagée. Plus tard Culbertson perd la vue à cause de la surexposition au soleil. Elle casse la bouteille de médicament pour le forcer à revenir sur ses pas, mais, déterminé à remplir sa mission, Culbertson continue d'avancer, et réussit à former une alliance entre la tribu M'tela et la Grande-Bretagne. Finalement, renonçant à son devoir par amour, Madame envoie sa servante Chaké chercher le chirurgien militaire britannique, qui guérit Culbertson.

## Fiche technique
- Titre : The Leopard Woman
- Réalisation : Wesley Ruggles

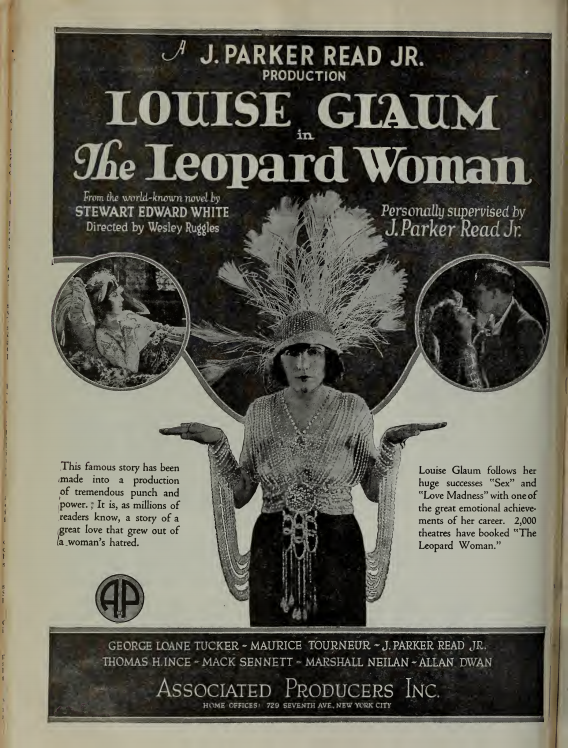
Publicité parue dans Film Daily

- Scénario : H. Tipton Steck et Stanley C. Morse, d'après le roman homonyme de Stewart Edward White
- Direction artistique : Charles J. Kyson, W.L. Heywood
- Photographie : Charles J. Stumar
- Montage : Ralph H. Dixon
- Production : J. Parker Read Jr.
- Société de production : J. Parker Read, Jr., Productions
- Société de distribution : Associated Producers, Inc.
- Pays d'origine :  États-Unis
- Langue originale : anglais
- Format : noir et blanc — 35 mm — 1,33:1 — film muet
- Genre : Film d'aventure
- Durée : 2100 mètres (7 bobines)
- Dates de sortie :
  - États-Unis : octobre 1920
- Licence : domaine public

## Distribution
- Louise Glaum : Madame, la « femme léopard »
- House Peters : John Culbertson
- Noble Johnson : Chaké, la servante de Madame
- Benny Ayers
- Nathan Curry
- Alfred Hollingsworth